# Blackbird (The Beatles)
Blackbird è un brano dei Beatles, contenuto nell'album The Beatles, meglio noto come White Album, che è stato pubblicato il 22 novembre 1968 dalla Apple Records.
La canzone stata scritta da Paul McCartney e accreditata a Lennon-McCartney, ed eseguita come brano solista da McCartney stesso. Parlando della canzone, il cantautore ha affermato che il testo è stato ispirato dall'ascolto del richiamo di un merlo a Rishikesh, in India, e dal Movimento del Black Power.
Considerata una delle migliori canzoni della band, è stata reinterpretata e reincisa da diversi artisti, tra cui Agua de Annique, Judy Collins, Neil Diamond, Billy Preston e Sia. Nel 2024, Beyoncé ha inserito la propria versione della canzone nel suo ottavo album in studio Cowboy Carter, divenendo la versione con il più alto posizionamento nella Billboard Hot 100.

## Descrizione

### Origine e storia
La canzone, composta in Scozia, è una delle più famose di Paul McCartney presenti nell'album, entrata stabilmente nel suo repertorio post Beatles. All'epoca alcuni (fra i quali Charles Manson) la interpretarono in chiave politica, leggendovi richiami al Movimento del Black Power americano. 
In lingua inglese (slang britannico), tra l'altro, "bird" significa anche ragazza; di qui il significato "ragazza nera" (black-bird). Lo stesso autore, in un'intervista del 2001 (e precedentemente in una conversazione con Donovan nel 1969), riferì di aver preso spunto per il testo della canzone da alcuni fatti di cronaca che vedevano protagonista il movimento per i diritti civili dei neri statunitensi nella prima metà del 1968.
Durante il concerto tenutosi il 25 giugno 2013 a Verona, lo stesso McCartney ha presentato la canzone come "inerente ai diritti civili".
Blackbird, inoltre, apre una trilogia di canzoni consecutive del White Album aventi nel titolo un nome d'animale: Blackbird, merlo, Piggies, porcellini, Rocky Raccoon in cui "raccoon" significa procione.

### Struttura
Il brano è scritto utilizzando la tecnica del Finger-picking (tecnica di arpeggio resa celebre da chitarristi folk come Bert Jansch). Nel ritiro del Maharishi a Rishikesh, nella primavera del 1968, non disponendo di strumenti elettrici, i Beatles potevano usare solo le loro chitarre acustiche, quindi potevano soltanto accompagnarsi col plettro o arpeggiando con le dita, così come fanno i chitarristi folk per arricchire la melodia.
La musica è una variazione sulla Bourrée in Mi Minore di Johann Sebastian Bach, in origine scritta per liuto. Si tratta di un pezzo piuttosto famoso che pare aver ispirato anche Jenny Wren, scritta da McCartney nel 2005. Anche in Bach è presente il canto contemporaneo di bassi e melodia, ma nel pezzo di McCartney compare un Sol suonato sulla terza corda a vuoto, che viene mantenuto per tutta l'esecuzione, compreso il ritornello.
Uno dei segreti dello stile di chitarra acustica arpeggiata è che consente di utilizzare l'opportunità di modificare l'accordatura dello strumento, creando accordi e scale inusuali, e persino melodie. Il chitarrista Richard Digance afferma in proposito che Blackbird deve la sua particolarità a un'accordatura nella quale le corde del mi sono abbassate al re, e gli accordi sono costruiti soprattutto sulla seconda e sulla quarta corda. Altri strumentisti dimostrano invece che il finger-picking di Paul McCartney viene eseguito con l'accordatura standard. McCartney, anche nei concerti più recenti, l'ha eseguita con un'accordatura standard.
Registrato nello Studio Due degli Abbey Road Studios, il brano fu poi mixato (includendovi il canto di un merlo tratto dalla nastroteca di effetti sonori degli studi) in sei ore. Ispirato dall'esperienza vissuta da McCartney quando fu svegliato da un merlo che iniziò a cantare prima dell'aurora, il testo dell'autore trasforma il brano in una metafora di risveglio interiore a un livello più profondo.
Quanto al ticchettio in lontananza, c'è chi sostiene che si tratti di un metronomo. David Quantick, fra gli altri, afferma invece che possa essere «semplicemente il battito del piede dello stesso McCartney».

## Accoglienza
La canzone è considerata una delle migliori della discografia dei Beatles. In coincidenza con il 50º anniversario della sua pubblicazione, Jacob Stolworthy del The Independent ha inserito Blackbird al quinto posto nella sua classifica dei 30 brani del White Album. Ha affermato che la sua « meravigliosa serenità» è in contrasto con le crescenti tensioni razziali che presumibilmente ispirarono la canzone, e ha concluso: “Per molti è l'apoteosi della carriera di McCartney e rimane un punto fermo dei suoi spettacoli dal vivo da solista».

## Versione di Beyoncé
La cantante americana Beyoncé ha registrato una cover di Blackbird per l'ottavo album in studio Cowboy Carter, pubblicato il 29 marzo 2024. Il brano è stato reinterpretato dalla cantante assieme a quattro cantautrici country Brittney Spencer, Reyna Roberts, Tanner Adell, Tiera Kennedy, intitolandolo Blackbiird.

### Produzione
La versione utilizza la strumentazione originale dei Beatles. McCartney ha espresso ammirazione per la cover di Beyoncé, dichiarando: «Penso che ne faccia una versione magnifica e che rafforzi il messaggio sui diritti civili che mi ha ispirato a scrivere la canzone in primo luogo. Penso che Beyoncé abbia fatto una versione favolosa e invito chiunque non l'abbia ancora sentita a darle un'occhiata. Vi piacerà».

### Accoglienza
La cover di Blackbird, insieme al quella di Jolene di Dolly Parton, è stata apprezzata dalla critica musicale. La cover è stata apprezzata sia per la produzione che per la sua collocazione come seconda traccia dopo American Requiiem, in quanto enfatizza la narrazione della riscoperta del genere country afroamericano da parte di Cowboy Carter. Clare Thorp di BBC News ha sottolineato che la decisione di cantare la canzone con quattro artiste afroamericane emergenti è stata «intenzionale» e rende il verso You were only waiting for this moment to arise (Stavi solo aspettando che arrivasse questo momento per rivelarti) un «momento significativo» per l'intero scopo dell'album. Dave Simpson del The Guardian ha inoltre scritto che, nonostante la canzone sia stata coverizzata da altri artisti, la versione di Beyoncé «ha una profonda risonanza: un'interpretazione spirituale» con «musicisti che hanno lottato per farsi strada nella notoriamente chiusa Nashville» e «apprezzando la decisione di reintrodurre la canzone alle giovani generazioni».

### Successo commerciale
Negli Stati Uniti la cover ha esordito alla posizione numero 27 della Billboard Hot 100, divenendo la versione del brano con il piazzamento più alto nella classifica. La cover ha inoltre raggiunto la sesta posizione della Hot Country Songs.

### Classifiche
| Classifica (2024) | Posizione massima |
| ----------------- | ----------------- |
| Canada            | 47                |
| Francia           | 114               |
| Portogallo        | 79                |
| Stati Uniti       | 27                |
| Svezia            | 90                |

## Cover
- Crosby, Stills, Nash & Young — in Crosby, Stills & Nash (1969)
- Sarah Vaughan — in Songs of The Beatles (1981)
- Rick Wakeman — in Tribute (1997)
- Evan Rachel Wood — in Across the Universe: Music from the Motion Picture (2007)
- Cassandra Wilson — in Silver Pony (2010)
- Chris Colfer — in Glee: The Music Presents the Warblers (2010)
- Marilyn McCoo e Billy Davis Jr  — Blackbird Lennon-McCartney Icons (2021)